# Sebastian Boenisch
Sebastian Boenisch (Gliwice, 1º febbraio 1987) è un ex calciatore polacco con cittadinanza tedesca, di ruolo difensore.
In possesso della doppia cittadinanza, prima di rappresentare il proprio paese natale ha fatto parte delle selezioni giovanili della Germania con cui ha vinto un campionato europeo Under-21.

## Biografia
Sebastian Boenisch nasce il 1º febbraio 1987 a Gliwice. Il suo bisnonno è di origine tedesca. Nel 1988 la famiglia emigra in un primo momento a Dortmund poi si stabilisce a Heiligenhaus nella Renania Settentrionale-Vestfalia. In Germania cambia il cognome da Pniowski a Boenisch, perché a suo padre fu negato un lavoro a causa del cognome polacco.

## Carriera

### Club
Cresciuto nelle giovanili dello Schalke 04 debuttò in prima squadra l'11 febbraio 2006 nella vittoria per 7-4 contro il Bayer Leverkusen.
Nell'estate del 2007 si trasferisce al Werder Brema e, nello stesso anno, debutta anche con la nazionale Under-21.
Il 4 novembre 2012 dopo alcuni mesi da svincolato si accasa al Bayer Leverkusen firmando un contratto fino a giugno 2014.

### Nazionale
Nonostante i primi passi nelle giovanili tedesche afferma che sarebbe suo grande desiderio giocare per la nazione d'origine, la Polonia, con cui esordisce nel 2010.
L'8 giugno 2012 esordisce da titolare agli Europei nella sfida inaugurale contro la Grecia (1-1).

## Statistiche

### Cronologia presenze e reti in nazionale
| Cronologia completa delle presenze e delle reti in nazionale ― Polonia | Cronologia completa delle presenze e delle reti in nazionale ― Polonia | Cronologia completa delle presenze e delle reti in nazionale ― Polonia | Cronologia completa delle presenze e delle reti in nazionale ― Polonia | Cronologia completa delle presenze e delle reti in nazionale ― Polonia | Cronologia completa delle presenze e delle reti in nazionale ― Polonia | Cronologia completa delle presenze e delle reti in nazionale ― Polonia | Cronologia completa delle presenze e delle reti in nazionale ― Polonia |
| Data                                                                   | Città                                                                  | In casa                                                                | Risultato                                                              | Ospiti                                                                 | Competizione                                                           | Reti                                                                   | Note                                                                   |
| ---------------------------------------------------------------------- | ---------------------------------------------------------------------- | ---------------------------------------------------------------------- | ---------------------------------------------------------------------- | ---------------------------------------------------------------------- | ---------------------------------------------------------------------- | ---------------------------------------------------------------------- | ---------------------------------------------------------------------- |
| 4-9-2010                                                               | Łódź                                                                   | Polonia                                                                | 1 – 1                                                                  | Ucraina                                                                | Amichevole                                                             | -                                                                      |                                                                        |
| 7-9-2010                                                               | Cracovia                                                               | Polonia                                                                | 1 – 2                                                                  | Australia                                                              | Amichevole                                                             | -                                                                      |                                                                        |
| 29-2-2012                                                              | Varsavia                                                               | Polonia                                                                | 0 – 0                                                                  | Portogallo                                                             | Amichevole                                                             | -                                                                      | 85’                                                                    |
| 22-5-2012                                                              | Klagenfurt am Wörthersee                                               | Polonia                                                                | 1 – 0                                                                  | Lettonia                                                               | Amichevole                                                             | -                                                                      | 72’                                                                    |
| 26-5-2012                                                              | Klagenfurt am Wörthersee                                               | Polonia                                                                | 1 – 0                                                                  | Slovacchia                                                             | Amichevole                                                             | -                                                                      |                                                                        |
| 2-6-2012                                                               | Varsavia                                                               | Polonia                                                                | 4 – 0                                                                  | Andorra                                                                | Amichevole                                                             | -                                                                      |                                                                        |
| 8-6-2012                                                               | Varsavia                                                               | Polonia                                                                | 1 – 1                                                                  | Grecia                                                                 | Euro 2012 - 1º turno                                                   | -                                                                      |                                                                        |
| 12-6-2012                                                              | Varsavia                                                               | Polonia                                                                | 1 – 1                                                                  | Russia                                                                 | Euro 2012 - 1º turno                                                   | -                                                                      |                                                                        |
| 16-6-2012                                                              | Breslavia                                                              | Polonia                                                                | 0 – 1                                                                  | Rep. Ceca                                                              | Euro 2012 - 1º turno                                                   | -                                                                      |                                                                        |
| 6-2-2013                                                               | Dublino                                                                | Irlanda                                                                | 2 – 0                                                                  | Polonia                                                                | Amichevole                                                             | -                                                                      | 46’                                                                    |
| 22-3-2013                                                              | Varsavia                                                               | Polonia                                                                | 1 – 3                                                                  | Ucraina                                                                | Qual. Mondiali 2014                                                    | -                                                                      |                                                                        |
| 4-6-2013                                                               | Cracovia                                                               | Polonia                                                                | 2 – 0                                                                  | Liechtenstein                                                          | Amichevole                                                             | -                                                                      | 46’                                                                    |
| 10-9-2013                                                              | Serravalle                                                             | San Marino                                                             | 1 – 5                                                                  | Polonia                                                                | Qual. Mondiali 2014                                                    | -                                                                      |                                                                        |
| Totale                                                                 |                                                                        | Presenze                                                               | 14                                                                     |                                                                        | Reti                                                                   | 0                                                                      |                                                                        |

## Palmarès

### Club

#### Competizioni nazionali
- Coppa di Germania: 1

Werder Brema: 2008-2009